# Стедингк, Курт Богислаус Людвиг Кристофер фон
Граф Курт Богислаус Людвиг Кристофер фон Стедингк (Стединк) (швед. Kurt Bogislaus Ludvig Kristoffer von Stedingk; 26 октября 1746 — 7 января 1837, Стокгольм) — шведский военный и государственный деятель.

## Биография
Родился в Померании 26 октября 1746 года в семье майора Кристофера Адама фон Стедингка и графини Кристины Шарлоты фон Шверин — дочери прусского фельдмаршала Курта Кристофа фон Шверина. Его младший брат Виктор фон Стедингк командовал шхерным флотом и получил чин генерал-адмирала.
Во время Семилетней войны, будучи в возрасте 13 лет, поступил фенрихом в вербованный полк кронпринца. По окончании войны отправился в Швецию, чтобы ходатайствовать о возмещении убытков, которые понесли померанские владения семьи во время войны. Результата поездка не дала, зато он был представлен ко двору и сделался желанным гостем у кронпринца — будущего короля Густава III, который был ему ровесником.
В 1763 году Стедингк поступил в Упсальский университет, где проучился два года.

## На французской службе
В 1766 году он получил разрешение поступить на французскую службу и в том же году был зачислен унтер-лейтенантом в Королевский шведский полк.
В 1770 году получил чин капитана, в 1773 году — капитан-майора, в 1776 году — подполковника. В Швеции в 1777 году он был назначен королевским камергером и произведён в капралы корпуса лейб-драбантов, а в 1783 году сделался полковником Карельского драгунского полка.

## В войне за независимость американских колоний
Когда Франция выступила против Англии, поддержав борьбу американских колоний за независимость, Стедингк под командованием вице-адмирала графа д’Эстена был отправлен в Америку. Командовал пехотной бригадой. 3—4 июля 1779 года отличился при захвате Гренады, а затем, 9 октября того же года — при штурме Саванны.
По возвращении во Францию был награждён орденом Военных заслуг, а также получил пожизненную пенсию в размере 6 тысяч ливров и патент на чин полковника. Одновременно в Швеции он был произведён в генерал-адъютанты и получил рыцарский крест ордена Меча (RSO1kl). Также за заслуги в войне за независимость был награждён американским орденом Цинцинната.

## Войны с Россией. Дипломатическая служба. Война с Наполеоном
Во время русско-шведской войны назначен командующим Саволакской бригады. 18—19 июня 1789 года ему удалось отбросить наступающие русские войска от Поррассалми, а 21 июля одержать победу возле Парккумэки, за что он был произведён в генерал-майоры и получил рыцарский крест ордена Меча с брошью в виде меча (RmstkSO1kl). В 1790 году, после заключения мирного договора с Россией, Густав III назначил его послом в Санкт-Петербург. В 1792 году произведён в генерал-лейтенанты. В 1794 году награждён орденом Серафимов. В 1800 году ему было пожалован титул барона.
При русском дворе пользовался уважением императрицы Екатерины II, императоров Павла I и Александра I. 1 декабря 1800 года он был награждён российскими орденами Андрея Первозванного, Александра Невского и Святой Анны 1-й степени. В 1808 году, с началом новой русско-шведской войны, был вынужден покинуть русский двор. По окончании военных действий участвовал в 1809 году в подписании Фридрихсгамского мирного договора. В этом же году получил графский титул.
В 1809—1811 годах продолжал исполнять обязанности посла в России. В 1811 году произведён в фельдмаршалы. В 1813 году, после вступления Швеции в войну против Наполеона, стал командующим шведской армии в Германии с подчинением кронпринцу Карлу Юхану. После того как тот принял командование Северной армией, Стедингк стал главнокомандующим шведскими силами. Принимал участие в сражениях при Гросберене, Денневице и Лейпциге. Впоследствии участвовал в военных действиях на территории Голштинии и в походе на Брабант. В 1814 году сопровождал кронпринца в Париж. Награждён прусским орденами Чёрного и Красного орлов.

## Последние годы
В 1818—1826 годах — канцлер Карлбергской военной академии. В 1826 году отправлен с чрезвычайным посольством в Россию, чтобы выразить соболезнования по поводу кончины Александра I и присутствовать на коронации нового императора Николая I.
Умер в Стокгольме 7 января 1837 года в возрасте 90 лет.
В 1844—1846 годах в Лондоне были изданы его мемуары, получившие при публикации название «Mémoires posthumes de Feldmaréchal comte de Stedingk» («Посмертные мемуары фельдмаршала Стедингка»). По сути это были лишь извлечения из его депеш. Ценность публикации была довольно низкой из-за её тендезиозности и большого количества сокращений.

## Семья
Был женат на Ульрике Фредерике Экстрём (1767—1831). Из его пяти дочерей наиболее известна Мария Фредерика фон Стедингк (1799—1868) — прославилась как композитор. Его сын Людвиг Эрнест фон Стедингк (1794—1875) — генерал-лейтенант шведской армии, отец барона Евгения Фредерика Оскара Людвига фон Стедингка (1825—1871) — дипломата, музыканта и театрального руководителя.

## Награды
- Американский орден Цинцинната (1779)
- Французский орден Военных заслуг (1779)
- Шведский орден Меча, рыцарский крест (RSO1kl) (28 сентября 1779)
- Шведский орден Меча, большой рыцарский крест с брошью в виде меча (RmstkSO1kl) (16 июня 1789, за победу при Парасальми)
- Шведский орден Серафимов (1794)
- Звание «Одного из лордов королевства» (30 июля 1796)
- Титул барона королевства Швеция (28 января 1800)
- Русский орден Святого апостола Андрея Первозванного (1 декабря 1800)
- Русский орден Святого Александра Невского (1 декабря 1800)
- Русский орден Святой Анны 1-й степени (1 декабря 1800)
- Титул графа королевства Швеция (21 ноября 1809)
- Прусский орден Чёрного орла (1814)
- Прусский орден Красного орла 1-й степени (1814)